# Janina Żyźniewska
Janina Żyźniewska z d. Jezierska, ps. „Jasia” (ur. 22 września 1897 w Łodzi, zm. 4 stycznia 1943 w Auschwitz) – działaczka niepodległościowa i społeczna, odznaczona Krzyżem Legionowym, Medalem Niepodległości i Orderem Virtuti Militari.

## Życie prywatne
W 1914 roku ukończyła Gimnazjum Zofii Pętkowskiej. W 1919 r. została żoną Zygmunta Żyźniewskiego (1895–1940), żołnierza 1 Korpusu Polskiego gen. Józefa Dowbora-Muśnickiego. Mieli razem dwóch synów Edwarda (1921–1941) i Wiesława (ur. 1924). Przez całe życie mieszkała przy ul. Legionów 24 w Łodzi, gdzie w trakcie II wojny światowej prowadziła punkt kontaktowy.

## Działalność
W okresie I wojny światowej uczestniczyła w ruchu niepodległościowym, była zaangażowana w działalność Ligi Kobiet Polskich Pogotowia Wojennego, współpracowała z POW. Przewoziła i ukrywała broń, pocztę, meldunki itp. Za swą działalność została odznaczona Krzyżem Legionowym (1927), Medalem Niepodległości (1931).
W okresie II Rzeczypospolitej działała społecznie w: Samopomocy Społecznej Kobiet, Związku Strzeleckim, Przysposobieniu Wojskowym Kobiet, Kole Przyjaciół Harcerzy przy 9. ŁDH oraz pracowała w Zarządzie Miejskim, w Wydziale Zdrowia. Po urodzeniu synów zrezygnowała z pracy.
W trakcie II wojny światowej prowadziła punkt kontaktowy AK Okręgu Łódź. Była 2-krotnie aresztowana przez Gestapo i więziona w więzieniu kobiecym przy ul. Gdańskiej 13 w Łodzi. 13 października 1942 r. wywieziona została do Auschwitz, gdzie zmarła 4 stycznia 1943 r. Ma symboliczny grób na Starym Cmentarzu w Łodzi. Pośmiertnie została odznaczona Orderem Virtuti Militari.